# Dosso Dossi
Dosso Dossi, właśc. Giovanni di Niccolò de Luteri (ur. 1490, zm. 1542) – renesansowy malarz z Ferrary, reprezentant szkoły ferraryjskiej z XVI w.

## Życiorys
Brakuje dokładnych informacji o młodości Dosso, nie ma nawet dokładnych źródeł o roku jego urodzenia. Pierwsze wzmianki o nim pochodzą z 1512 r., gdy artysta pracował w Mantui przy dekoracji pałacu Gonzagów. Później przeniósł się do Ferrary, gdzie działał przez większą część życia. Pracował na dworze d’Estich, gdzie współpracował z poetą Ariostem przy wymyślaniu rozrywek dla dworu. Ariosto wymienił go jako jednego z dziewięciu najwybitniejszych żyjących malarzy w swoim poemacie Orland szalony. Pod koniec życia coraz częściej malował z młodszym, mniej uzdolnionym bratem Battistą, ale brakuje wystarczających danych, by stwierdzić indywidualny wkład brata w twórczość Dosso.

## Twórczość
Malował obrazy o tematyce mitologicznej i religijnej, portrety, obrazy ołtarzowe i dekoracje freskowe. Ogromny wpływ na jego twórczość miały obrazy Giorgionego i Tycjana, których mógł poznać osobiście na dworze Alfonsa d’Este – największego mecenasa sztuki ówczesnych czasów. Twórczość Dossiego charakteryzują bardzo osobiste nawiązania do świata fantastycznego, mnogość alegorii, bogactwo dobrze dobranych barw. Do swoich prac wprowadził pejzaż będący kontynuacją pasterskiej tradycji Giorgionego i Tycjana. Współcześni Dossiemu określali jego sztukę mianem ekscentrycznej i nieszablonowej.

## Prace
- Święty Jerzy – (1513-15)
- Lamentowanie nad Ciałem Chrystusa - (1517), National Gallery w Londynie
- Kirke lub Melissa – 1515 – 1516, Galeria Borghese, Rzym
- Zejście Eneasza do Pół Elizejskich – 1520, National Gallery of Canada, Ottawa
- Młody mężczyzna za psem i kotem – (1520)
- Czarodziejka Circe lub Melissa – (1523)
- Jowisz, Merkury i Cnota – 1524, olej na płótnie 111,3 x 150 cm, Zamek Królewski na Wawelu
- Sybilla – (1524-25)
- Święty Sebastian – 1526, olej na desce 182 x 95 cm, Pinakoteka Brera Mediolan
- Św. Jan i św. Bartłomiej z donatorami – (1527)
- Pejzaż ze scenami z życia świętych – 1527 – 1528, olej na płótnie 60 x 87 cm, Muzeum Sztuk Pięknych im. Puszkina w Moskwie
- Czarnoksięstwo – (1535), Uffizi, Florencja
- Herkules wśród Pigmejów – 1535, 114 x 146, Universalmuseum Joanneum

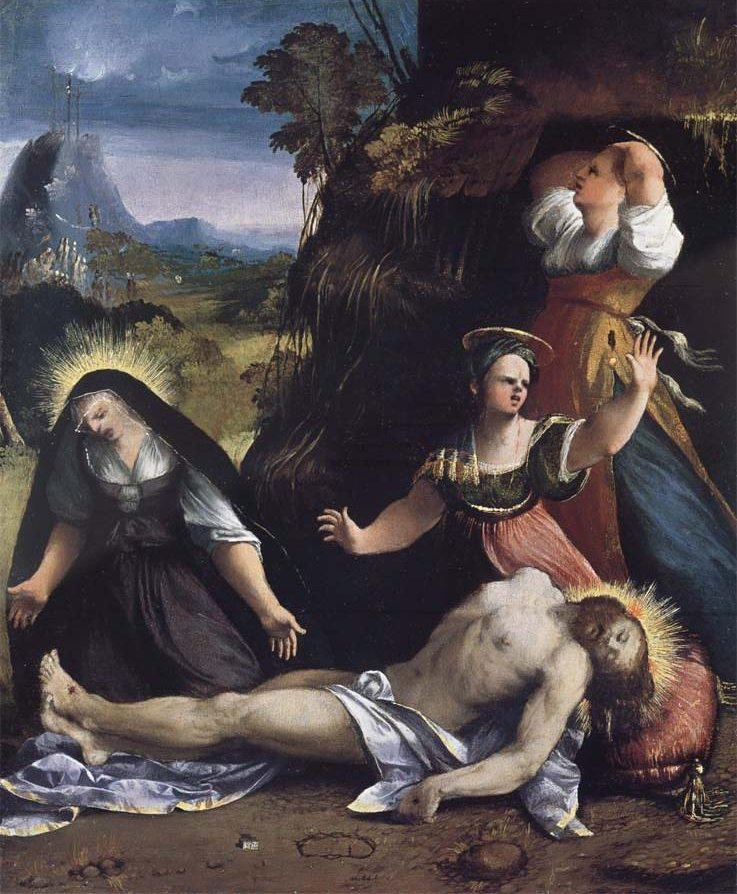
Lamentowanie nad Ciałem Chrystusa - (1517), National Gallery w Londynie
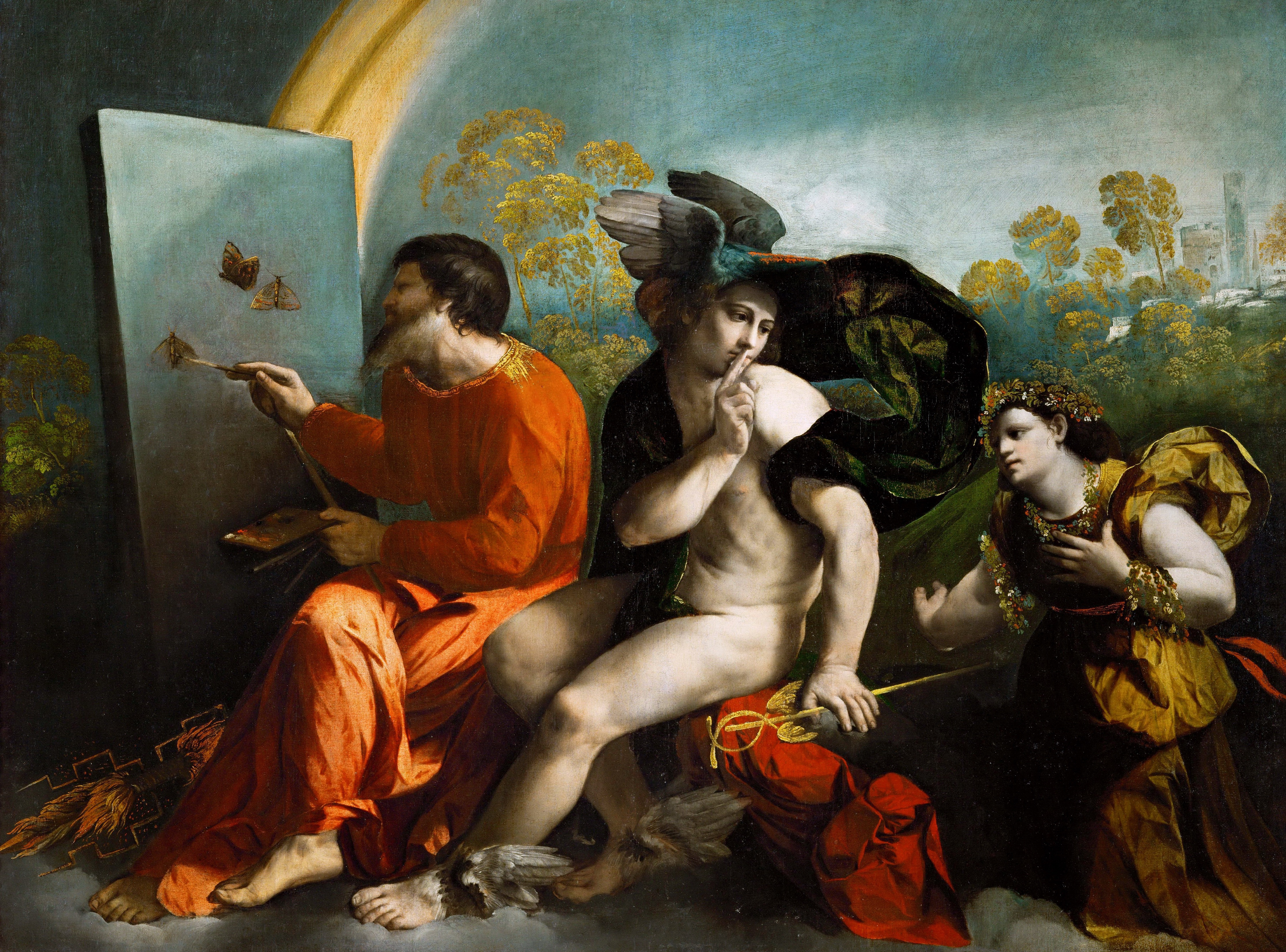
Jowisz, Merkury i Cnota (1524), (obraz ze zbiorów Lanckorońskich na Wawelu)
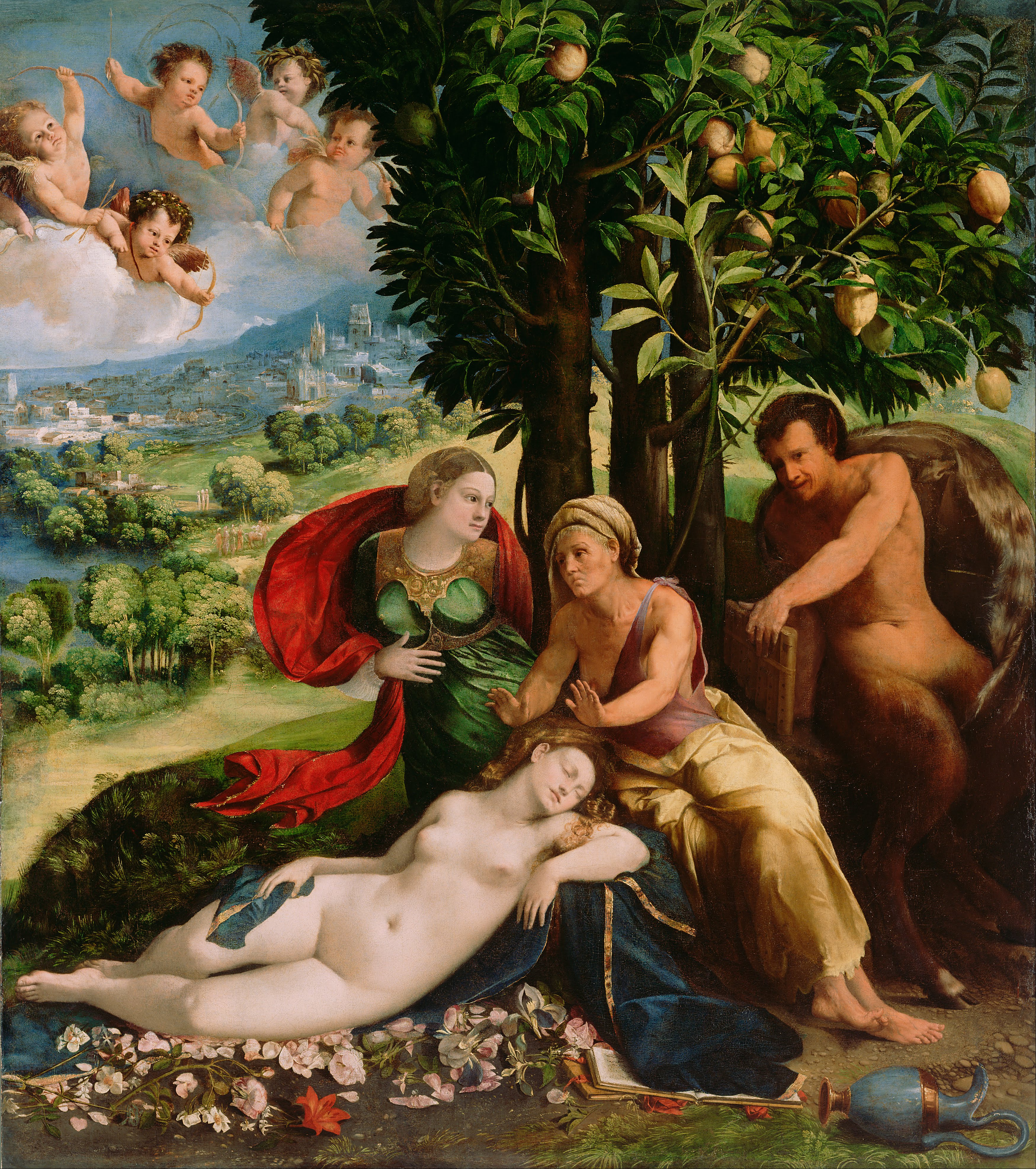
Scena mitologiczna J. Paul Getty Museum,  Los Angeles
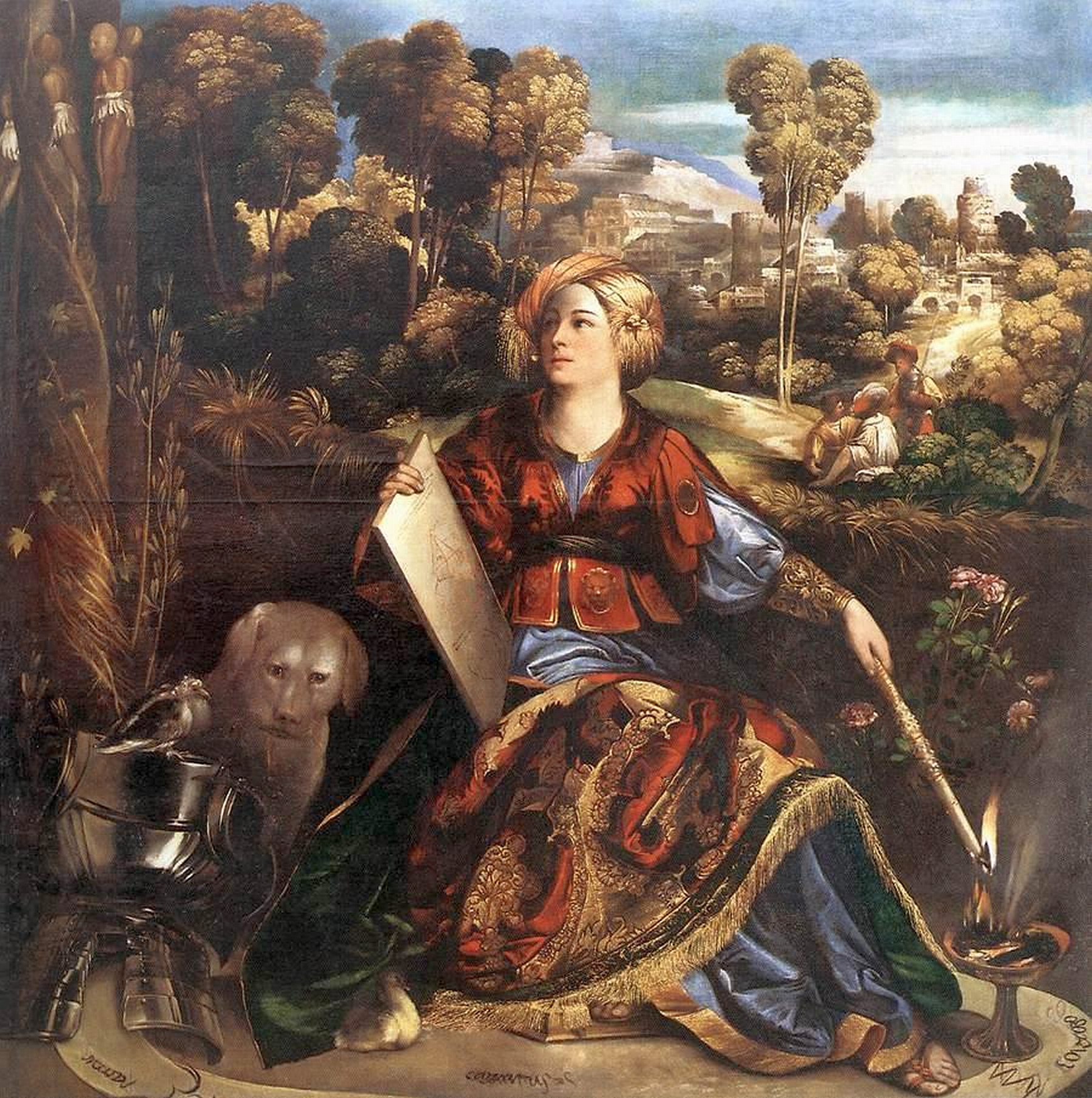
Czarodziejka Circe 1523 r. (Melissa), Galeria Borghese, Rzym
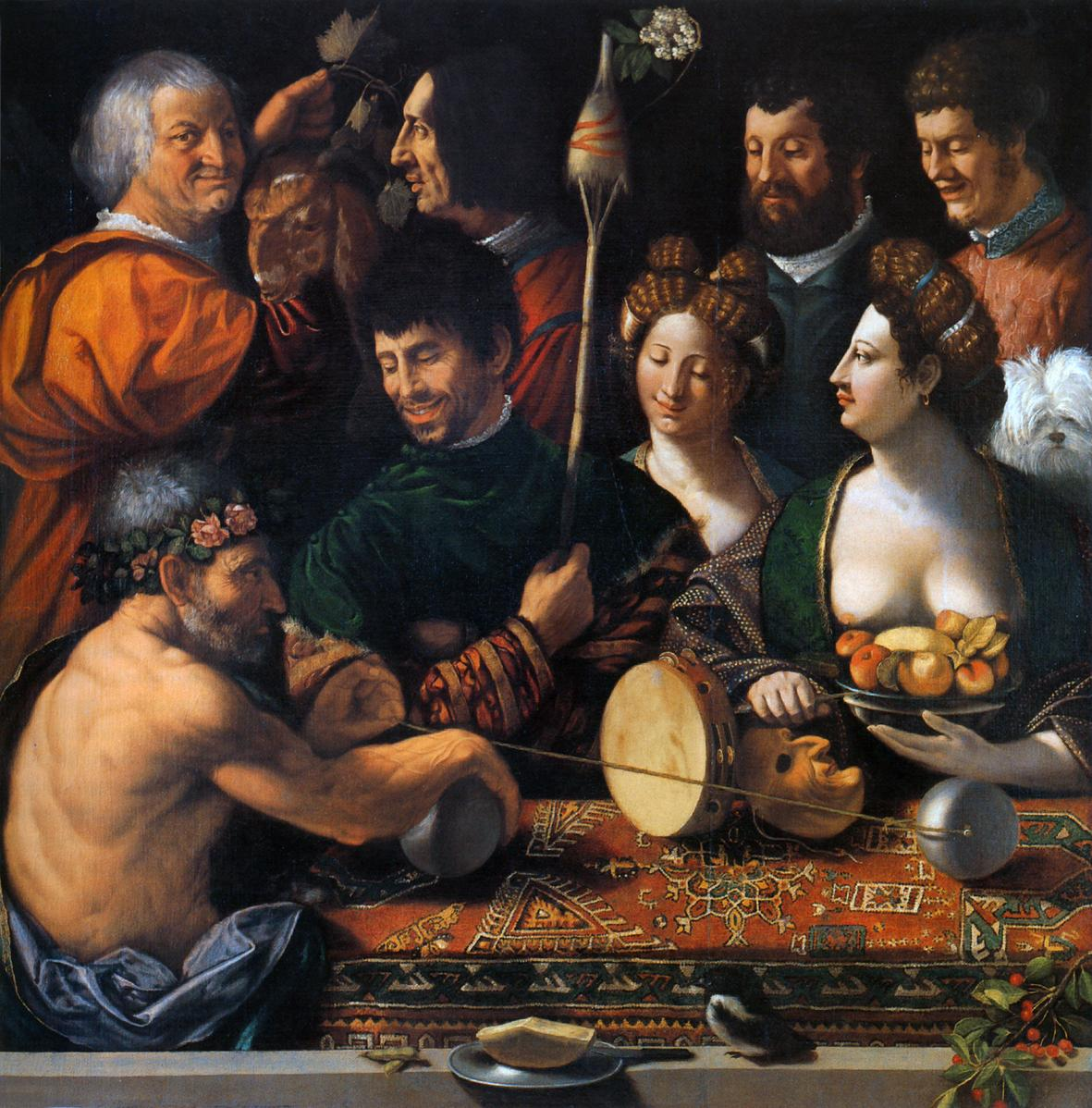
Czarnoksięstwo (1535), Uffizi, Florencja